# The Pleasure Principle (chanson)
Pour les articles homonymes, voir The Pleasure Principle.
Singles de Janet Jackson
Diamonds
(1987) Making Love in the Rain
(1987)
Pistes de Control
You Can Be Mine
(4) When I Think of You
(6)
The Pleasure Principle est le sixième single extrait de l'album Control de la chanteuse américaine Janet Jackson. Ce single est sorti le 12 mai 1987, il a été écrit par Monte Moir, et il contient en face B la chanson Fast Girl (chanson de l'album Dream Street). Le clip de The Pleasure Principle a remporté le titre de meilleur chorégraphie durant la cérémonie des MTV Video Music Awards en 1988, battant ainsi The Way You Make Me Feel du frère de Janet, Michael Jackson.

## Genèse
The Pleasure Principle a été écrite et produite par Monte Moir. Il l'a créée en improvisant sur une boîte à rythmes et en ajoutant des paroles qui disent comment sortir d'une mauvaise situation.

## Accueil

### Commercial
Cette chanson est le seul single de l'album Control à ne pas atteindre le top 5 du Billboard Hot 100, atteignant la 14e position durant l'été 1987.

## Vidéo clip
Dans la vidéo, Janet Jackson entre dans un entrepôt pour pratiquer sa danse. Elle donne une performance de danse en solo en chantant The Pleasure Principle. Les éléments de la chorégraphie incorporent une chaise et un stand de microphone. Pendant la vidéo, Janet fait référence au signe de la croix en dansant, quelque chose qu'elle fait de nouveau avec son frère Michael dans la vidéo de musique pour leur duo Scream, en 1995, et plus tard, en septembre 2009, pendant sa performance en hommage à son frère aux MTV Video Music Awards de 2009.
La chorégraphie du clip a été réalisée par Barry Lather.

## Compléments